# 貝爾德鳥類學俱樂部

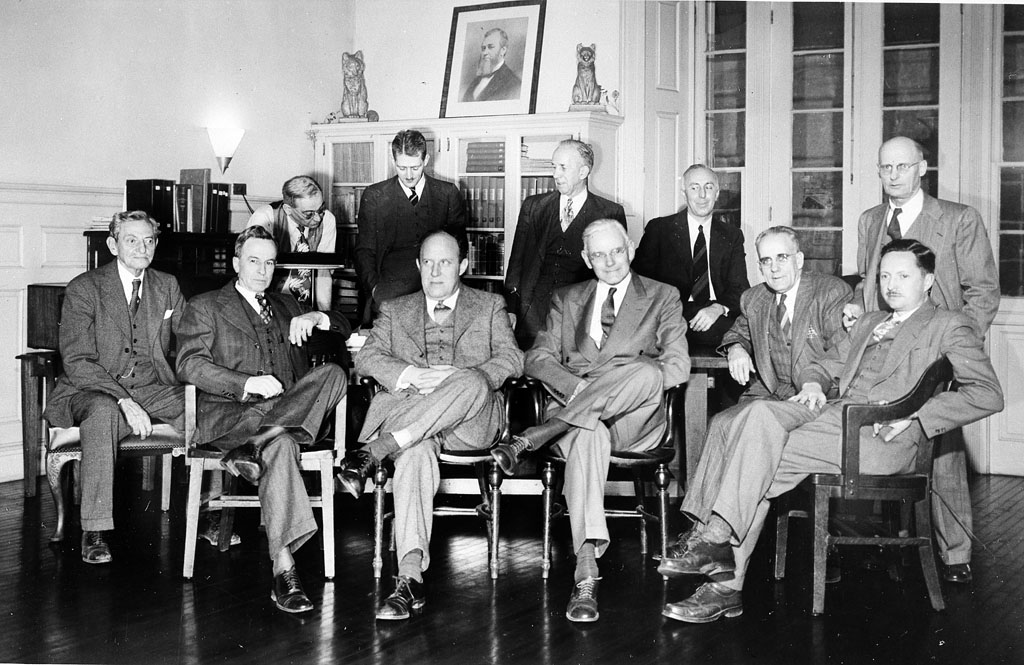
Holt House的貝爾的鳥類學會第108次聚會于霍尔特楼
，原國家動物園行政辦公大樓，1948年1月14日

貝爾德鳥類學俱樂部（英語：Baird Ornithological Club）是一個美國鳥類學俱樂部。創立於1921年，這個俱樂部的目標是推動鳥類學發展以及培養鳥類學家之間的感情。組織是以斯賓塞·富勒頓·貝爾德的名字命名的。 俱樂部的創始人是Earl Lincoln Poole和賓夕法尼亞州伯克縣的哈羅德·莫里斯。
俱樂部會址設在貝爾德的出生地賓夕法尼亞州雷丁。他們在1922年在華盛頓特區設立了分部，但是現在已不存在了。
俱樂部成員包括：愛德華·阿方索·高曼、內德·霍利斯特, 阿瑟·H·豪厄爾, 愛德華·威廉·尼爾森、Harry Church Oberholser、西奧多·謝爾曼·帕莫、Edward Alexander Preble、查爾斯·華萊士·里士滿、Leonhard Stejneger和亞歷山大·韋特莫爾。

## 外部連結
- 貝爾德鳥類學俱樂部，賓夕法尼亞州雷丁